# Хоф, Норберт
Норбе́рт Хоф (нем. Norbert Hof; 2 февраля 1944, Вена — 4 июля 2020) — австрийский футболист, играл на позиции защитника. Младший брат Эриха Хофа.

## Биография

### Клубная карьера
Хоф начинал карьеру в клубе «Винер Шпорт-Клуб», за который играл в течение двух сезонов. 
Затем он перешёл в «Адмиру Ваккер Мёдлинг», в котором играл в течение одного сезона. В последующие годы он три раза возвращался в «Винер Шпорт-Клуб» и играл в нём большую часть футбольной карьеры. Помимо этого, он играл за «Гамбург» и венский «Рапид». За «Рапид» играл в течение пяти сезонов и выиграл 2 Кубка Австрии в 1972 и 1976 годах.

### Карьера в сборной
За сборную Австрии дебютировал 19 мая 1968 года в рамках отборочного турнира на чемпионат мира 1970 года в матче со сборной Кипра, который австрийцы выиграли со счётом 7:1. Всего за сборную Австрии сыграл 31 матч и забил 1 гол..

### Смерть
Скончался 8 июля 2020 года в возрасте 76 лет.

## Достижения
«Рапид» (Вена)
- Обладатель Кубка Австрии (2) : 1971/72, 1975/76